# Sutphin Boulevard–Avenida Archer–Aeropuerto JFK (metro de Nueva York)
La Sutphin Boulevard – Avenida Archer – Aeropuerto JFK es una estación en la línea de la Avenida Archer del Metro de Nueva York de la B del Brooklyn–Manhattan Transit Corporation y el Independent Subway System. La estación se encuentra localizada en Jamaica, Queens entre la Sutphin Boulevard y la Avenida Archer. La estación es servida en varios horarios por los trenes del Servicio ,  y .
Una conexión está disponible para el Ferrocarril de Long Island en la estación Jamaica, localizada justo afuera de la estación; también está localizada cerca del AirTrain JFK, que provee servicio de tren ligero al Aeropuerto Internacional John F. Kennedy.
Esta estación se llamaba Sutphin Boulevard. Cuando el AirTrain abrió, se le agregó el sufijo "JFK".